# Burger-Grill

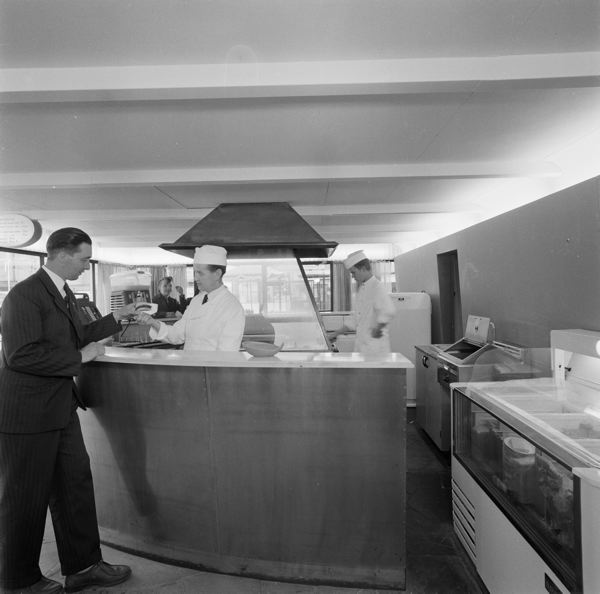
En hamburgare serveras på Burger-Grill i Helsingborg i juni 1957.

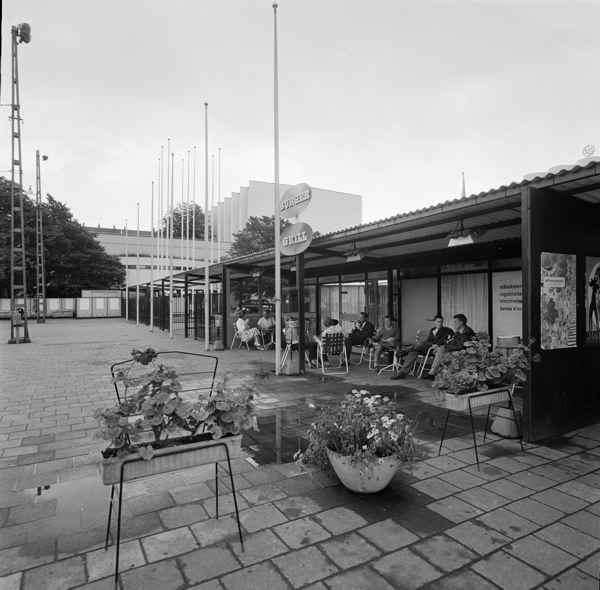
Burger-Grill 1958 med Helsingborgs konserthus i bakgrunden.

Burger-Grill, senare Mando och Wimpy, var en hamburgerbar och sedermera hamburgerkedja i Helsingborg som var Sveriges första hamburgerbar när den öppnade 1956.

## Historia
Några av de första hamburgarna i Sverige serverades under H55-utställningen i Helsingborg 1955. Entreprenören Tore Lauritzson var mycket intresserad av djupfrysning och hade 1948 varit initiativtagare Helsingborgs Fryshus AB, senare Frigoscandia. För att utöka marknaden för sitt fryshus etablerade han tillsammans med disponent Nils Nellrup snabbmatsrestaurangen Burger-Grill invid det gamla utställningsområdet vid dåvarande Gröningen där Helsingborgs stadsteater nu står. Restaurangen inhystes i den tidigare sekretariatbyggnaden från H55-utställningen. Som förebild hade han de amerikanska snabbmatskedjorna och hamburgarna levererades enligt deras mönster djupfrysta till hamburgergrillen. Invigningen förrättades av Prins Bertil och en hamburgare med lök kostade 25 öre.
Fler Burger-Grill-restauranger öppnades därefter i Helsingborg: en på Söder, vid hörnet av Södergatan och Nytorgsgatan, och en på Berga. I oktober 1966 öppnades en Burger-Grill i Malmö, där även ett mer exklusivt steakhouse benämnt Stek-Wändaren inhystes, även det drivet av Tore Lauritzson. Senare under 1960-talet bytte hela kedjan på förslag av Tore Lauritzsons latinintresserade hustru namn till Mando, vilket på latin betyder "jag äter". Samtidigt lanserades den så kallade mando-kycklingen, vilken inspirerats av Kentucky Fried Chicken. Då det hade beslutats att Helsingborgs nya stadsteater skulle byggas på platsen för den ursprungliga grillen vid Gröningen stängdes denna den 13 oktober 1973. En ny hamburgerrestaurang öppnades den 2 juni 1974 i Gamla tullhuset under namnet Wimpy genom ett samarbete med den amerikanska hamburgerkedjan Wimpy som ville etablera sig i Sverige. Inga av hamburgerrestaurangerna finns kvar idag, men steakhouset i Malmö drivs fortfarande vidare av andra ägare under namnet Mando Steakhouse.

## Bildgalleri

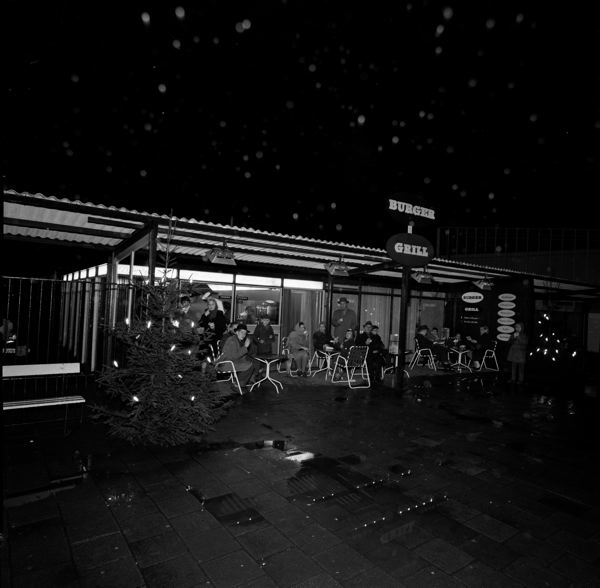
Burger-Grill en decemberkväll 1957.
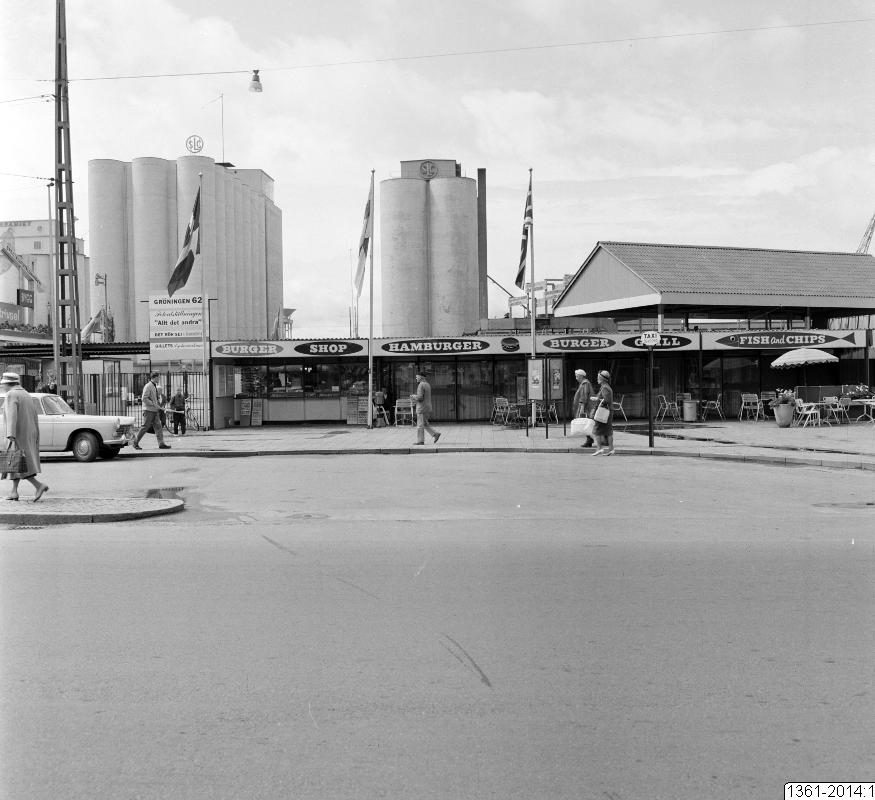
Burger-Grill sedd från Sankt Jörgens plats 1962.
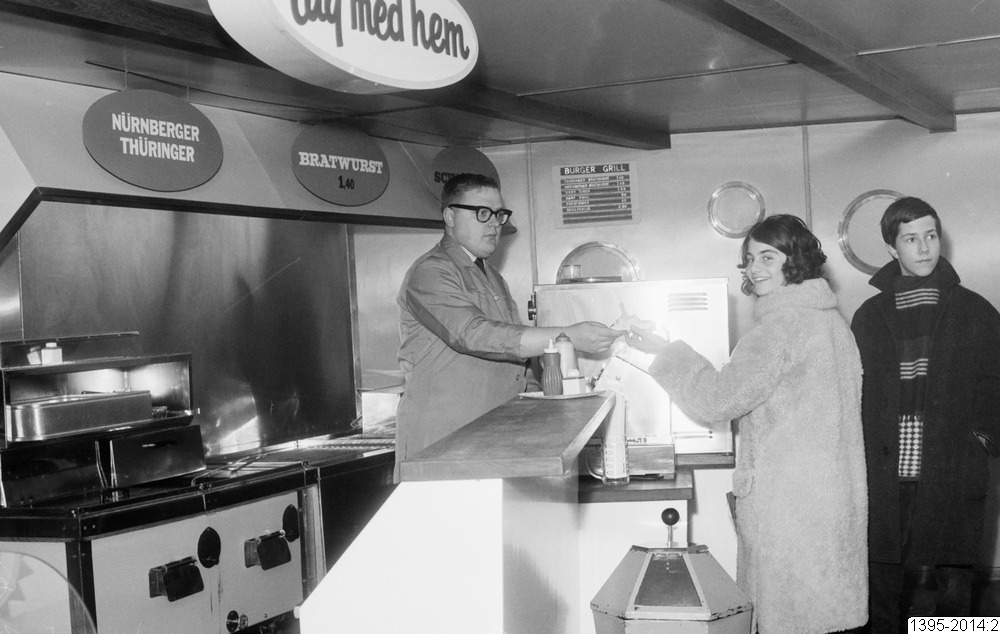
Burger-Grill 1963.